# Chapelle du Bon Refuge de Saint-Jeoire
La chapelle du Bon Refuge est une chapelle catholique située dans la commune de Saint-Jeoire, dans le département de la Haute-Savoie.

## Historique
La chapelle du Bon Refuge fut édifiée au XVIIe siècle. Elle est de style néogothique.